# Маскот (Новый Южный Уэльс)
Маскот (англ. Mascot) — пригород Сиднея, в штате Новый Южный Уэльс, на юго-востоке Австралия. Он расположен в 7 километрах к югу от центрального делового района Сиднея, на северо-западной стороне Ботани. На территории города расположен сиднейский международный аэропорт имени Кингсфорда Смита.

## История
В 1895 году был образован муниципалитет под названием North Botany. На референдуме летом 1911 года было принято решение назвать местность Аскот, но почтовая служба была против, так как в штате уже было несколько поселений с таким названием, поэтому было решено изменить его на Маскот.

## Население и демография
По переписи 2016 года, в Маскоте проживало 14772 человека. Из них 41 % были рождены в Австралии. Большинство иностранцев, проживающих здесь, из Китая (10,6 %) и Индонезии (6,6 %). Только 43 % населения города общаются дома на английском.

## Галерея
- Штаб-квартира авиакомпании Qantas
- Головной офис компании Regional Express Holdings
- Железнодорожная станция
- Пожарная станция